# Annika Kihlman
Annika Kihlman, folkbokförd Annika Maria Kihlman Jensen, född 1 september 1935 i Göteborg, är en svensk keramiker, verksam i Göteborg.

## Biografi
Annika Kihlman är dotter till advokaten Urban Kihlman och hans hustru konstnären Inga Englund-Kihlman. Hon är utbildad 1955–1959 vid Slöjdföreningens skola i Göteborg och har sedan haft egen ateljé i Västra Frölunda, Göteborg. Under åren 1971–1975 arbetade hon för Jie-Keramik, Gantofta.
Annika Kihlman är känd för sina humoristiska lerfigurer, ofta med ordlekar i titlarna och med anknytning till sagomotiv. Hon har även gjort väggbilder i lergods.  Hon har genom åren deltagit i en mängd utställningar, dels individuellt dels tillsammans med andra.
Hon är representerad på Röhsska museet[källa behövs] i Göteborg samt på Borås museum.
Annika Kihlman mottog Göteborgs stads kulturstipendium 1973, statligt kulturstipendium 1975 samt Adlerbertska forskningsstiftelsens konststipendium 2002.